# لعبة فيديو

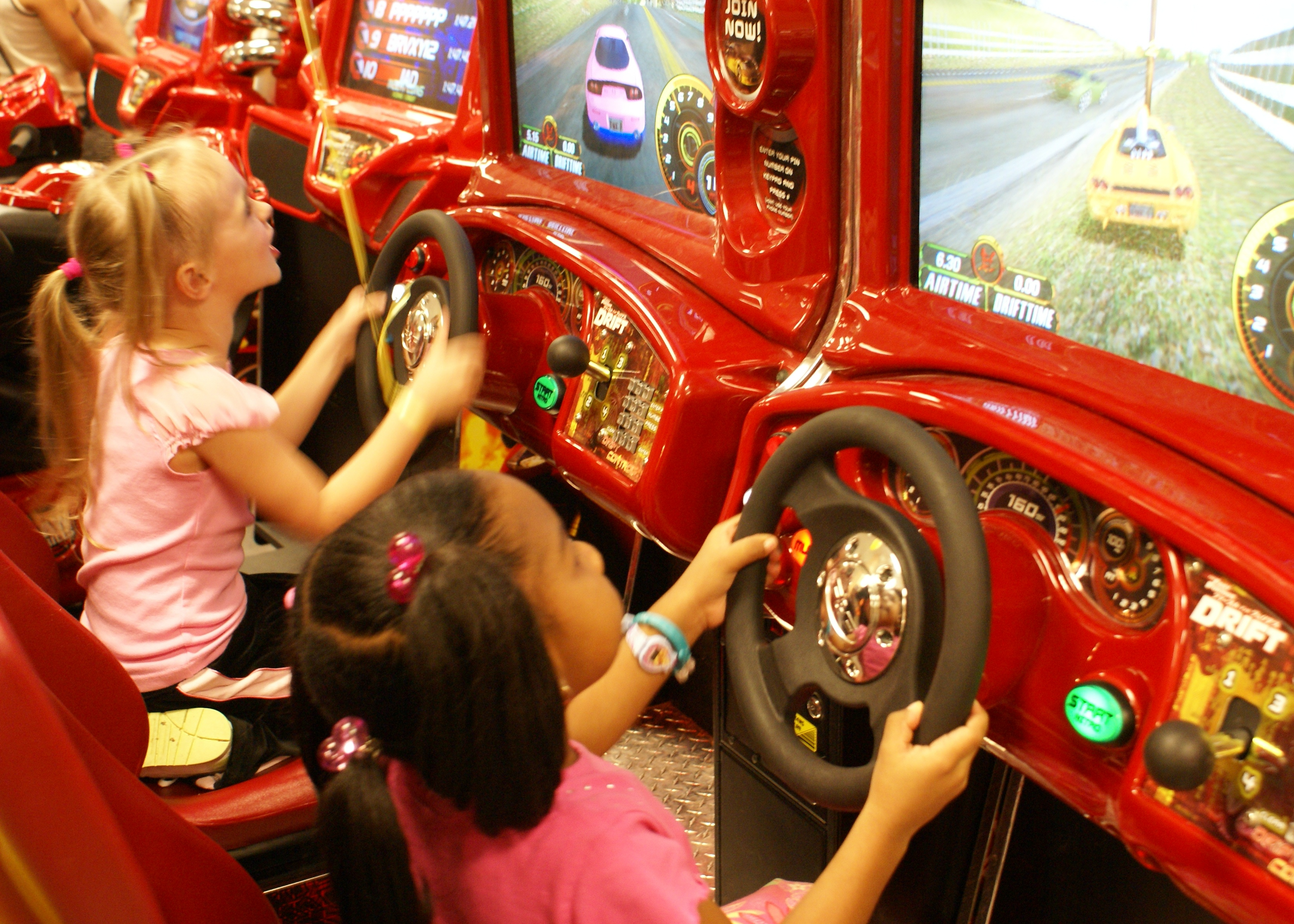
ألعاب الآركيد أحد أنواع ألعاب الفيديو

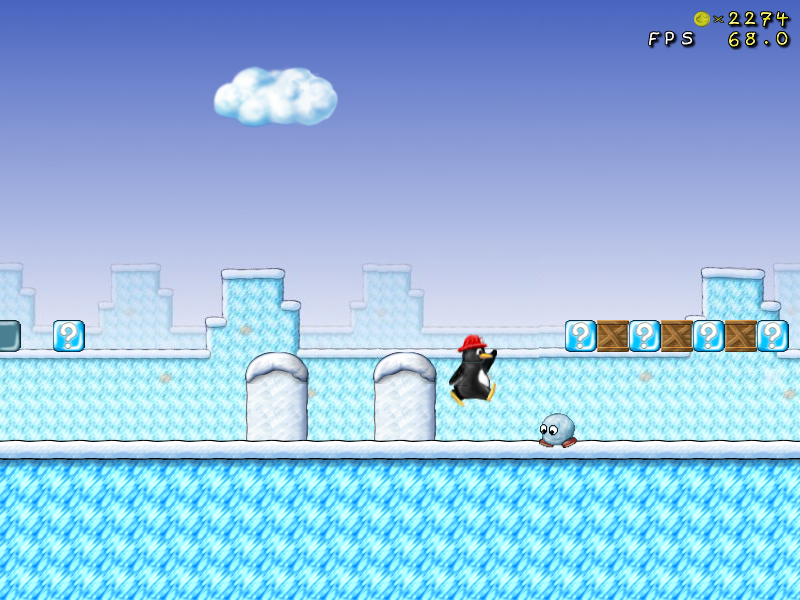
سوبرتكس، لعبة فيديو

ألعاب الفيديو أو ألعاب إلكترونية أو ألعاب الحاسوب (بالإنجليزية: video games) هي ألعاب مبرمجة بواسطة الحاسوب وتلعب عادة في مشغلات ألعاب الفيديو حيث تعرض في التلفاز بعد إيصال الجهاز به. جهاز الإدخال في ألعاب الفيديو هو عادة جهاز التحكم، أو المفاتيح (في أجهزة الصالات)، أو لوحة المفاتيح، أو الفأرة، أو غير ذلك. ألعاب الفيديو يمكن أن تعمل على أجهزة خاصة تتوصل بالتلفاز أو أجهزة محمولة أو على الحاسوب أو الهاتف النقال أو الحاسوب الكفي.
تختلف أنواع الألعاب من ألعاب المنصات، والمغامرات، وتقمص الأدوار، وألعاب تصويب منظور الشخص الأول، وألعاب تصويب منظور الشخص الثالث، والرياضة، والسباقات، والتصويب الفضائي، والقتال، والأكشن، والألغاز، والمحاكاة، والألعاب الاستراتيجية. هذا بالإضافة إلى ألعاب الويب التي تلعب عبر الإنترنت، وهي غالباً ألعاب جماعية، وتسمى لعبة كثيفة اللاعبين على الإنترنت، حيث يلعبها في نفس الوقت عدد كبير من اللاعبين من مختلف المناطق.

## تاريخ الألعاب
يعود تاريخ ألعاب الفيديو إلى سنة 1947، حينما اخترع البروفسور الأمريكي توماس ت. جولدسميث الابن لعبة أطلق عليها «أداة أنبوب الأشعة المهبطية المسلية». العقد التالي شهد اختراع عدة ألعاب بسيطة مثل: نيمرود (سنة 1951) في بريطانيا، و OXO (سنة 1952) بواسطة البروفسور البريطاني ألكساندر س. دوغلاس، وتنس فور تو (سنة 1958)، ولعبة سبيسوور! (سنة 1961) بواسطة معهد ماساتشوستس للتقنية.
أول لعبة اخترعت لغرض تجاري هي لعبة الآركيد «كمبيوتر سبيس» سنة 1971، وقد كانت تعمل عن طريق وضع القطعة النقدية كما في بعض أجهزة الآركيد الحالية. وتحتوي على شاشة تلفاز بدون ألوان. وفي نهاية عقد الستينات ابتكر المخترع الأمريكي ذو الأصول الألمانية رالف هـ. باير أول جهاز ألعاب فيديو ماغنافوكس أوديسي الذي أطلق في سنة 1972، وكان أول جهاز ألعاب فيديو يتصل بالتلفاز لعرض الصور.

## تطوير الألعاب
في الماضي، كان من الممكن لمبرمج واحد أو مجموعة صغيرة من المبرمجين صنع لعبة، وتكون هذه اللعبة لعبة كاملة وناجحة، ولكن مع تطور الألعاب صارت الآن تتطلب عمل فريق متخصص من المبرمجين. ويتطلب تطوير الألعاب غالباً:
- المنتجون: للإشراف على المشروع.
- المصممون: ومهمتهم تصميم اللعبة وقواعدها وتركيبها.
- الفنانون: ومهمتهم رسم الفنون المرئية للشخصيات والخلفيات وغيرها.
- المبرمجون: وهم مهندسوا برمجيات يستخدمون الأدوات المتاحة ولغات البرمجة لتحويل التصميمات إلى لعبة.
- مصممو المراحل: واختصاصهم تصميم المدن والمناطق والمراحل بالتفصيل.
- مهندسو الصوتيات والمؤلفون الموسيقيون: ومهمتهم ابتكار الموسيقى والتأثيرات الصوتية المناسبة للعبة.
- المختبرون: وهم مجموعة من اللاعبين الذين يفحصون اللعبة بالكامل قبل إطلاقها والتبليغ عن أي أخطاء برمجية أو غيرها.

تطوير الألعاب لا يشمل مرحلة ما بعد الانتهاء من برمجة اللعبة، حيث تقوم شركة أخرى بعمليات عديدة مثل التسويق والنشر والتوزيع والبيع. ومع تطور الألعاب، أصبحت كلفة الإنتاج ما بين مليون إلى 20 مليون دولاراً أمريكياً للعبة الواحدة اليوم .

## منصات الألعاب
هي المنصات التي تلعب ألعاب فيديو عليها وهي:
- المنصات المنزلية أو Consoles: وهي أجهزة مصممة خصيصاً للألعاب وتشبك في العادة مع جهاز تلفاز.
- الأجهزة الشخصية PC: هي ألعاب تلعب على الأجهزة المنزلية بعذ التثبيت وتتطلب مساحة كافية على ذاكرة الجهاز وفي الغالب تكون متطلباتها من الجهاز ثقيلة.
- أجهزة الهواتف الذكية: هي ألعاب تلعب على الهواتف الذكية.
- لعبة متصفح: هي ألعاب تعمل على متصفح الإنترنت على الحاسوب الشخصي أو غيره ولا تتطلب مواصفات عالية للعمل على الجهاز.

## أنواع الألعاب
كما في الأفلام السينمائية، هناك العديد من أنواع ألعاب الفيديو مثل: ألعاب الأكشن، ألعاب الشوتر، ألعاب البقاء، ألعاب أكشن مغامرات، ألعاب المغامرات، ألعاب المحاكاة، الألعاب الإستراتيجية، ألعاب MMO، ألعاب RPG، ألعاب رياضية، ألعاب هاردكور وألعاب كاجوال.